# Прабългарски родове
От Именника на българските ханове и от някои възпоменателни надписи са известни имената на няколко прабългарски рода.

## Владетелски родове

### Прабългарски владетелски родове, известни от Именника на българските ханове:

#### Дуло
Най-известният от всички е владетелският род Дуло, от който произлизат ранните владетели на прабългарите. От тази династия са кан Кубрат, основателят на Велика България, и неговите синове Батбаян, Аспарух и Котраг, а вероятно и Кубер и Алцек.

#### Ерми
Ерми е прабългарски благороднически род от VII век. Единственият известен негов представител е „наместникът“ Гостун, споменат в Именника на българските Ханове. В един каменен надпис на Омуртаг родът е споменат под името Ермиар.

#### Угаин
Угаин е прабългарски болярски род от втората половина на VIII век, от който произхожда българският хан Телец, управлявал от 760 до 763 г. Кан Токту и брат му Баян вероятно също са от този род, но за това няма категорични доказателства.
По време на политическата криза, обхванала младата българска държава, родът Угаин враждува с рода Вокил, като представители на двата рода се редуват да управляват. Властта се сменя чрез организирани от другия род бунтове, при които владетелят бива убит или принуден да бяга във Византия.

#### Вокил
От рода Вокил (Укил) произхождат няколко български владетели, управлявали България през VIII век:
- кан Кормисош
- кан Винех
- кан Сабин
- кан Умор

По време на политическата криза, обхванала младата българска държава, родът Вокил враждува с рода Угаин, като представители на двата рода се редуват да управляват. Властта се сменя чрез организирани от другия род бунтове, при които ханът бива или убит, или принуден да бяга във Византия.
Някои историци предполагат, че Вокил и Укил са един и същи род. Други са на мнение, че родът всъщност е славянски.

### Други родове
От каменните възпоменални надписи, оставени от хан Омуртаг, са известни имената на още няколко рода, които вероятно са от по-нисък ранг.

#### Кюригир
Единственият известен представител на този род е жупан-тарканът Охсун (Шун), служил при Омуртаг и загинал в битка. Веселин Бешевлиев, който приема, че истинското звучене е Куригир, свързва окончанието на родовото име (на –гир, а не на –ар) с характерното за евенките окончание и вижда в това още един довод за етническата нееднородност на прабългарите.

#### Чакарар
Чакарар (Цакагар) е прабългарски род от IX век. Единственият известен негов представител е копанът Окорсис, удавил се в река Днепър в днешна Украйна. По всяка вероятност хан Паган e от същия род.

#### Кубиар
Кубиар е прабългарски род от IX век. Единственият известен негов представител е зера-тарканът Онегавон, служил при Омуртаг, удавил се в река Тиса по време на военен поход в днешна Унгария.